# American IV: The Man Comes Around
American IV: The Man Comes Around werd in 2002 uitgebracht door Johnny Cash. Het is het laatste album voor zijn dood. Het album bevat voornamelijk covers, maar met de hulp van de producer, Rick Rubin, zette Cash een aantal nummers (bijvoorbeeld Personal Jesus) op een andere dan de originele melodie. Rubin vroeg voor dat nummer ook medewerking aan John Frusciante; ook Fiona Apple (Bridge over Troubled Water), Nick Cave (I'm So Lonesome I Could Cry), en Don Henley (Desperado) zijn op het album te horen. Het album won de 2003 Album of the Year Award.
De videoclip van Hurt werd genomineerd in zeven categorieën op de 2003 MTV Video Music Awards en won de prijs voor Beste Cinematografie; ook won de videoclip in 2004 een Grammy Award voor de Best Short Form Video.

## Inhoud
| Nummer                          | Geschreven door               | Duur |
| ------------------------------- | ----------------------------- | ---- |
| The Man Comes Around            | Johnny Cash                   | 4:26 |
| Hurt                            | Trent Reznor                  | 3:38 |
| Give My Love To Rose            | Johnny Cash                   | 3:28 |
| Bridge over Troubled Water      | Paul Simon                    | 3:55 |
| I Hung My Head                  | Sting                         | 3:53 |
| First Time Ever I Saw Your Face | Ewan MacColl                  | 3:52 |
| Personal Jesus                  | Martin Gore                   | 3:20 |
| In My Life                      | John Lennon en Paul McCartney | 2:57 |
| Sam Hall                        | Traditioneel lied             | 2:40 |
| Danny Boy                       | Traditioneel lied             | 3:19 |
| Desperado                       | Glenn Frey en Don Henley      | 3:13 |
| I'm so lonesome I could cry     | Hank Williams                 | 3:03 |
| Tear Stained Letter             | Johnny Cash                   | 3:41 |
| Streets of Laredo               | Traditioneel lied             | 3:33 |
| We'll Meet Again                | Ross Parker en Hugh Charles   | 2:58 |

## Hitnoteringen
| Album met eventuele hitnotering(en) in de Nederlandse Album Top 100 | Datum van verschijnen | Datum van binnenkomst | Hoogste positie | Aantal weken | Opmerkingen |
| ------------------------------------------------------------------- | --------------------- | --------------------- | --------------- | ------------ | ----------- |
| American IV - The man comes around                                  | 05-11-2002            | 23-11-2002            | 59              | 7            |             |